# Heather e Lorella
Heather e Lorella è una raccolta di brani delle showgirl Heather Parisi e Lorella Cuccarini pubblicata nel 1988 da Polydor.

## Descrizione
Il disco contiene prevalentemente sigle televisive realizzate dalle due cantanti per le trasmissioni a cui hanno preso parte durante gli anni ottanta. Il lato A, con sette tracce, è dedicato a Heather Parisi, mentre il lato B, sempre con sette tracce, a Lorella Cuccarini.

## Tracce
1. Dolceamaro – 3:28
2. Crilù – 4:50 (testo: Silvio Testi – musica: Silvio Testi, Franco Miseria, Marco Colucci)
3. All'ultimo respiro – 3:28
4. Teleblu – 4:05
5. Crilù in Bangkok – 3:56
6. Ceralacca – 3:45
7. Maschio – 3:30
8. Tutto matto – 3:50 (testo: Sergio Bardotti – musica: Pippo Caruso)
9. Sugar Sugar – 4:39 (testo: Silvio Testi – musica: Silvio Testi, Franco Miseria, Renato Serio, Danilo Aielli)
10. Sandy – 5:03
11. Kangarù – 4:00
12. Io ballerò – 3:45
13. Se ti va di cantare – 4:41
14. L'amore è (duetto con Alessandra Martines) – 4:20

Durata totale: 57:20